# 克拉约瓦电力机车设备
克拉约瓦电力机车设备股份公司（羅馬尼亞語：Electroputere S.A.），罗马尼亚铁路列车制造商，也是罗马尼亚规模最大的工厂之一，位于罗马尼亚多爾日縣克拉約瓦。

## 历史
公司于1949年建厂；1960年起引进瑞士苏尔寿公司、勃朗-包维利公司的技术专利，为本国生产2100马力的电传动柴油机车；之后又引进瑞典通用电机公司（ASEA）的技术专利，生产5100千瓦大功率电力机车。1970年代以后，技术投资停止。
公司原本为国营企业；2007年6月，由沙特阿拉伯AL-Arrab公司出价1.2亿欧元中标收购，包括接收债务、增加投资资本和周转资金，实现私有化。罗马尼亚国有资产管理局（AVAS）原本拥有克拉约瓦公司的股份，占62.82%，收购完成后，沙特AL-Arrab公司向AVAS支付230万欧元，以收购全部62.82%的股权，同时提供3700万欧元流动资金、将近2000万欧元的投资和接受大约6100万欧元的债务。

## 业务
目前主要产品为机车和城铁车厢、电器仪表、大功率变压器等设备。至今克拉约瓦电力机车设备公司已经生产了超过2400台柴油机车、1000台电力机车，并向中国、波兰、英国、保加利亚等国家大量出口。